# ماريانا بالكا
ماريانا بالكا (بالإنجليزية: Marianna Palka)‏ هي كاتِبة ومنتجة أفلام ومؤلفة وكاتبة سيناريو وممثلة أمريكية، ولدت في 7 سبتمبر 1981 بغلاسكو في المملكة المتحدة.

## وصلات خارجية
- ماريانا بالكا على موقع IMDb (الإنجليزية)
- ماريانا بالكا على موقع ألو سيني (الفرنسية)
- ماريانا بالكا على موقع أول موفي (الإنجليزية)
- ماريانا بالكا على موقع قاعدة بيانات الفيلم (الإنجليزية)
- ماريانا بالكا على موقع كينوبويسك (الروسية)